# Chi Bình cu
Chi Bình cu (danh pháp khoa học: Mollugo) là một chi gồm các loài thực vật có hoa nằm trong họ Bình cu Molluginaceae được Carl Linnaeus mô tả đầu tiên năm 1753.

## Một số loài
Chi Bình cu nghĩa hẹp có khoảng 15 loài, trong đó có những loài sau đây:
- Mollugo brasiliensis Thulin & Harley, 2014: Không đơn ngành.
- Molugo brevipes Urb., 1929
- Mollugo crockeri Howell, 1933
- Mollugo cubensis Urb., 1929
- Mollugo disticha Ser., 1824
- Mollugo enneandra C.Wright, 1868
- Mollugo flavescens Andersson, 1853 (gồm cả M. gracillima)
- Mollugo floriana (B.L.Rob.) Howell, 1933
- Mollugo pinosia Urb., 1929
- Mollugo snodgrassii B.L.Rob., 1902
- Mollugo verticillata  L., 1753 - loài điển hình của chi.
- Mollugo ulei (Pilg.) Thulin, 2016 = Glischrothamnus ulei Pilg., 1908.

### Chuyển đi
- Mollugo cerviana (quần thể tại Australia,  Tây Ban  Nha, một phần Namibia) = Hypertelis cerviana
- Mollugo cerviana (quần thể tại Mỹ, Ấn Độ, Galapagos, Ethiopia, một phần Namibia) = Hypertelis umbellata
- Mollugo umbellata = Hypertelis umbellata
- Mollugo gracilis = Hypertelis gracilis
- Mollugo walteri = Hypertelis walteri
- Mollugo angustifolia = Paramollugo angustifolia
- Mollugo cuneifolia = Mollugo nudicaulis var. cuneifolia = Paramollugo cuneifolia
- Mollugo decandra = Paramollugo decandra
- Mollugo deltoidea = Paramollugo deltoidea
- Mollugo nudicaulis (gồm cả M. caespitosa) = Paramollugo nudicaulis
- Mollugo nudicaulis var navassensis = Paramollugo navassensis
- Mollugo namaquensis = Pharnaceum namaquense
- Mollugo pusilla = Pharnaceum pusillum
- Mollugo tenella = Pharnaceum subtile
- Mollugo pentaphylla (một phần quần thể Nam Á) = Trigastrotheca pentaphylla
- Mollugo stricta = Mollugo pentaphylla var. stricta (quần thể Brasil, Australia, Đài Loan, Nam Á) = Trigastrotheca stricta
- Mollugo pentaphylla var. rupestris = Trigastrotheca rupestris
- Mollugo trigastrotheca = Trigastrotheca molluginea

## Hình ảnh

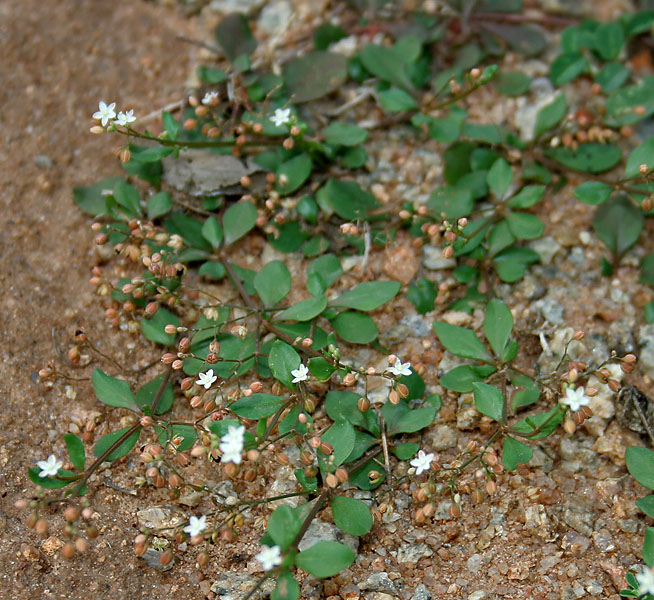
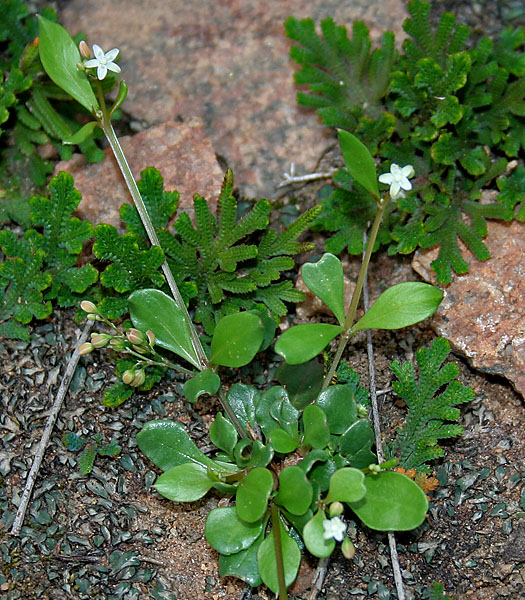